# وانغ تشيانغ
وانغ تشيانغ (بالصينية: 汪强) هو لاعب كرة قدم صيني في مركز الدفاع، ولد في 23 يوليو 1984 في داليان في الصين. شارك مع منتخب الصين لكرة القدم. أما مع النوادي، فقد لعب مع شاندونغ لونينغ ونادي غوانغجو آر أند إف ونادي غويزهو رينهي.

## وصلات خارجية
- وانغ تشيانغ على موقع قاعدة بيانات كرة القدم.إي يو (الإنجليزية)
- وانغ تشيانغ على موقع ناشيونال فوتبول تيمز (الإنجليزية)
- وانغ تشيانغ على موقع Soccerway.com (الإنجليزية)